# World Slavery Tour
World Slavery Tour var en konsertturné av heavy metal-bandet Iron Maiden i samband med deras femte album Powerslave som började den 9 augusti 1984 i Warszawa, Polen och avslutades 5 juli 1985 i Irvine, Kalifornien.

## Bakgrund
Turnén har blivit omtalad som den svåraste och krävande även om den var mycket framgångsrik. Efter turnén var bandet utmattade och tog ett års uppehåll innan de började arbeta med Somewhere in Time 1986. Bandets sångare Bruce Dickinson har sedan dess förklarat att "Jag trodde aldrig att det skulle ta slut... Jag började känna att jag var ett stycke maskineri, som om jag var en del av ljusriggen." Sammantaget landade turnén på 331 dagar vilket innehöll 189 spelningar vilket är bandets längsta turné någonsin. På turnén spelade bandet också för den största publik som var 350 000 personer vid den första upplagan av den brasilianska rockfestivalen Rock in Rio 1985.
Turnén var känd för sin användning av rekvisita såsom sarkofager, en nio meter hög mumifierad Eddie och omfattande pyroteknik. Steve Harris hänvisade till det som "förmodligen den bästa scenshowen vi någonsin gjort" och Dickinson kommenterade att "Du kan sätta upp den på små teatrar eller stora arenor och det skulle alltid se fantastiskt ut." Bandets turné Somewhere Back in Time World Tour 2008–2009 innehöll en scenuppsättning som till stor del efterliknade World Slavery Tour.
Iron Maiden första fullängdslivealbum Live After Death spelades in under bandets fyra shower på Londons Hammersmith Odeon i oktober 1984 och fyra shower på Long Beach Arena i Long Beach, Kalifornien i mars 1985. En video med titeln Behind the Iron Curtain dokumenterade bandets första shower i Polen, Ungern och Jugoslavien i augusti 1984 eftersom de betraktades som den första rockakten som genomförde en full scenshow i Östblocket.
Ett 18-årigt Iron Maiden-fan Daniel Pitre föll 30 meter till sin död från en catwalk i pressområdet på Colisée de Québec under utställningen i Quebec City. Bandet fick veta om dödsfallet först efter showen.

## Låtlista
1. Intro - Churchill's Speech
2. Aces High (Powerslave, 1984)
3. 2 Minutes To Midnight (Powerslave, 1984)
4. The Trooper (Piece of Mind, 1983)
5. Revelations (Piece of Mind, 1983)
6. Flight Of Icarus (Piece of Mind, 1983)
7. Rime of the Ancient Mariner (Powerslave, 1984)
8. Losfers Words (Big 'Orra) (Powerslave, 1984)
9. Powerslave (Powerslave, 1984)
10. Gitarrsolo (Dave Murray)
11. The Number of the Beast (The Number of the Beast, 1982)
12. Hallowed Be Thy Name (The Number of the Beast, 1982)
13. 22 Acacia Avenue (The Number of the Beast, 1982)
14. Iron Maiden (Iron Maiden, 1980)
15. Run To The Hills (The Number of the Beast, 1982)
16. Running Free (Iron Maiden, 1980)
17. Sanctuary (Sanctuary / Iron Maiden, 1980)

Andra låtar som spelades var:
- "Phantom Of The Opera" (från Iron Maiden, 1980) (spelad 21 September, 8 och 12 oktober, och 15 december 1984 and 19 januari 1985)
- "Children Of The Damned" (från The Number of the Beast, 1982) (spelad 20 september och 8, 9, och 10 oktober 1984)
- "Wrathchild" (från Killers, 1981) (spelad 17 september och 15 december 1984 och 25 april 1985)
- "Die With Your Boots On" (från Piece of Mind, 1983) (spelad 22 september och 9 och 10 oktober 1984)
- "Murders In The Rue Morgue" (från Killers, 1981) (spelad 18 september och 12 oktober 1984)

## Turnédatum
| Datum              | Stad                 | Land          | Plats                                 | Förband                       |
| Europa             | Europa               | Europa        | Europa                                | Europa                        |
| ------------------ | -------------------- | ------------- | ------------------------------------- | ----------------------------- |
| 9 augusti 1984     | Warszawa             | Polen         | Torwar Hall                           | Inget förband                 |
| 10 augusti 1984    | Łódź                 | Polen         | Sporthall Aleja Politechniki          | Inget förband                 |
| 11 augusti 1984    | Poznań               | Polen         | Hala Arena                            | Inget förband                 |
| 12 augusti 1984    | Wrocław              | Polen         | Folks Hall                            | Inget förband                 |
| 14 augusti 1984    | Katowice             | Polen         | Sporthall Makoszowy                   | Inget förband                 |
| 16 augusti 1984    | Zeltweg              | Österrike     | Aichfeldhalle Sportzentrum            | Inget förband                 |
| 17 augusti 1984    | Budapest             | Ungern        | Budapest Park                         | Pokolgép, P. Box              |
| 18 augusti 1984    | Belgrad              | Jugoslavien   | Sajam Exhibition Centre               | Warriors                      |
| 19 augusti 1984    | Ljubljana            | Jugoslavien   | Dvorana Tivoli                        | Warriors                      |
| 21 augusti 1984    | Pordenone            | Italien       | Parcagalvani                          | Inställd                      |
| 22 augusti 1984    | Arma di Taggia       | Italien       | Ex-Caserma Ravelli                    | Accept                        |
| 25 augusti 1984    | Annecy               | Frankrike     | Parc des Expositions                  | Accept                        |
| 26 augusti 1984    | Palavas-les-Flots    | Frankrike     | Arennes de Palavas                    | Accept                        |
| 29 augusti 1984    | San Sebastián        | Spanien       | Velódromo de Anoeta                   | Accept                        |
| 31 augusti 1984    | Porto                | Portugal      | Pavilhao Infante de Sagres            | Accept                        |
| 1 september 1984   | Cascais              | Portugal      | Pavilhão Dramático                    | Accept                        |
| 3 september 1984   | Madrid               | Spanien       | Estadio Román Valero                  | Accept                        |
| 5 september 1984   | Barcelona            | Spanien       | Palau dels Esports de Barcelona       | Accept                        |
| 7 september 1984   | Toulouse             | Frankrike     | Palais des Sports                     | Accept                        |
| 8 september 1984   | Bordeaux             | Frankrike     | Palais des Sports                     | Accept                        |
| 11 september 1984  | Glasgow              | Skottland     | Glasgow Apollo                        | Waysted                       |
| 12 september 1984  | Aberdeen             | Skottland     | Capitol Theatre                       | Waysted                       |
| 13 september 1984  | Edinburgh            | Skottland     | Edinburgh Playhouse                   | Waysted                       |
| 15 september 1984  | Newcastle            | England       | Newcastle City Hall                   | Waysted                       |
| 16 september 1984  | Newcastle            | England       | Newcastle City Hall                   | Waysted                       |
| 17 september 1984  | Sheffield            | England       | Sheffield City Hall                   | Waysted                       |
| 18 september 1984  | Ipswich              | England       | Gaumont Theatre                       | Waysted                       |
| 20 september 1984  | Leicester            | England       | De Montfort Hall                      | Waysted                       |
| 21 september 1984  | Oxford               | England       | Apollo Theatre Oxford                 | Waysted                       |
| 22 september 1984  | St Austell           | England       | Cornwall Coliseum                     | Waysted                       |
| 23 september 1984  | Bristol              | England       | Bristol Hippodrome                    | Waysted                       |
| 25 september 1984  | Manchester           | England       | Manchester Apollo                     | Waysted                       |
| 26 september 1984  | Manchester           | England       | Manchester Apollo                     | Waysted                       |
| 27 september 1984  | Hanley               | England       | Victoria Hall                         | Waysted                       |
| 29 september 1984  | Nottingham           | England       | Nottingham Royal Concert Hall         | Waysted                       |
| 30 september 1984  | Cardiff              | Wales         | St David's Hall                       | Waysted                       |
| 2 oktober 1984     | Birmingham           | England       | Birmingham Odeon                      | Waysted                       |
| 3 oktober 1984     | Birmingham           | England       | Birmingham Odeon                      | Waysted                       |
| 5 oktober 1984     | Southampton          | England       | Gaumont Theater                       | Waysted                       |
| 7 oktober 1984     | Cardiff              | Wales         | St David's Hall                       | Waysted                       |
| 8 oktober 1984     | London               | England       | Hammersmith Odeon                     | Waysted                       |
| 9 oktober 1984     | London               | England       | Hammersmith Odeon                     | Waysted                       |
| 10 oktober 1984    | London               | England       | Hammersmith Odeon                     | Waysted                       |
| 12 oktober 1984    | London               | England       | Hammersmith Odeon                     | Waysted                       |
| 13 oktober 1984    | London               | England       | Hammersmith Odeon                     | Waysted                       |
| 15 oktober 1984    | Köln                 | Västtyskland  | Sporthalle                            | Mötley Crüe                   |
| 16 oktober 1984    | Böblingen            | Västtyskland  | Sporthalle                            | Mötley Crüe                   |
| 17 oktober 1984    | Heidelberg           | Västtyskland  | Rhein-Neckar-Halle                    | Mötley Crüe                   |
| 19 oktober 1984    | Würzburg             | Västtyskland  | Carl-Diem-Halle                       | Mötley Crüe                   |
| 20 oktober 1984    | Bryssel              | Belgien       | Forest National                       | Mötley Crüe                   |
| 21 oktober 1984    | Nancy                | Frankrike     | Parc des Expositions                  | Mötley Crüe                   |
| 23 oktober 1984    | Freiburg im Breisgau | Västtyskland  | Stadthalle Freiburg                   | Mötley Crüe                   |
| 24 oktober 1984    | Munich               | Västtyskland  | Olympiahalle                          | Mötley Crüe                   |
| 26 oktober 1984    | Essen                | Västtyskland  | Grugahalle                            | Mötley Crüe                   |
| 27 oktober 1984    | Bremen               | Västtyskland  | Stadthalle Bremen                     | Mötley Crüe                   |
| 28 oktober 1984    | Zwolle               | Nederländerna | IJsselhallen                          | Mötley Crüe                   |
| 29 oktober 1984    | Paris                | Frankrike     | Espace Balard                         | Mötley Crüe, Mama's Boys      |
| 1 november 1984    | Köpenhamn            | Danmark       | Brøndbyhallen                         | Mötley Crüe                   |
| 2 november 1984    | Stockholm            | Sverige       | Johanneshovs Isstadion                | Mötley Crüe                   |
| 3 november 1984    | Göteborg             | Sverige       | Scandinavium                          | Mötley Crüe                   |
| 5 november 1984    | Helsingfors          | Finland       | Helsingfors ishall                    | Mötley Crüe                   |
| 8 november 1984    | Rüsselsheim          | Västtyskland  | Walter-Köbel-Halle                    | Mötley Crüe                   |
| 9 november 1984    | Neunkirchen am Brand | Västtyskland  | Hemmerleinhalle                       | Mötley Crüe                   |
| 11 november 1984   | Bologna              | Italien       | Teatro Tenda                          | Mötley Crüe                   |
| 12 november 1984   | Milano               | Italien       | Teatro Tenda di Lampugnano            | Mötley Crüe                   |
| 13 november 1984   | Lyon                 | Frankrike     | Halle Tony Garnier                    | Mötley Crüe                   |
| 14 november 1984   | Basel                | Schweiz       | St. Jakob Sporthalle                  | Mötley Crüe                   |
| Nordamerika        |                      |               |                                       |                               |
| 24 november 1984   | Halifax              | Kanada        | Halifax Metro Centre                  | Twisted Sister                |
| 26 november 1984   | Quebec City          | Kanada        | Colisée de Québec                     | Twisted Sister                |
| 27 november 1984   | Montreal             | Kanada        | Montreal Forum                        | Twisted Sister                |
| 28 november 1984   | Ottawa               | Kanada        | Ottawa Civic Centre                   | Twisted Sister                |
| 30 november 1984   | Toronto              | Kanada        | Maple Leaf Gardens                    | Twisted Sister                |
| 1 december 1984    | Greater Sudbury      | Kanada        | Sudbury Community Arena               | Twisted Sister                |
| 3 december 1984    | Winnipeg             | Kanada        | Winnipeg Arena                        | Twisted Sister                |
| 4 december 1984    | Regina               | Kanada        | Agridome                              | Twisted Sister                |
| 6 december 1984    | Edmonton             | Kanada        | Northlands Coliseum                   | Twisted Sister                |
| 7 december 1984    | Calgary              | Kanada        | Stampede Corral                       | Twisted Sister                |
| 9 december 1984    | Vancouver            | Kanada        | Pacific Coliseum                      | Twisted Sister                |
| 10 december 1984   | Seattle              | USA           | Seattle Center Coliseum               | Twisted Sister                |
| 11 december 1984   | Portland             | USA           | Portland Memorial Coliseum            | Twisted Sister                |
| 13 december 1984   | Salt Lake City       | USA           | Salt Palace                           | Twisted Sister                |
| 15 december 1984   | Denver               | USA           | McNichols Sports Arena                | Inget förband                 |
| 17 december 1984   | Kansas City          | USA           | Kemper Arena                          | Twisted Sister                |
| 18 december 1984   | St. Louis            | USA           | Kiel Auditorium                       | Twisted Sister                |
| 19 december 1984   | Milwaukee            | USA           | MECCA Arena                           | Twisted Sister                |
| 20 december 1984   | Bloomington          | USA           | Met Center                            | Twisted Sister                |
| 21 december 1984   | Rosemont             | USA           | Rosemont Horizon                      | Twisted Sister                |
| 3 januari 1985     | Cincinnati           | USA           | Cincinnati Gardens                    | Twisted Sister                |
| 4 januari 1985     | Detroit              | USA           | Joe Louis Arena                       | Twisted Sister                |
| 5 januari 1985     | Columbus             | USA           | Battelle Hall                         | Twisted Sister                |
| 6 januari 1985     | Richfield            | USA           | Richfield Coliseum                    | Twisted Sister                |
| 7 januari 1985     | Buffalo              | USA           | Buffalo Memorial Auditorium           | Twisted Sister                |
| Sydmaerika         |                      |               |                                       |                               |
| 11 januari 1985[A] | Rio de Janeiro       | Brasilien     | City of Rock                          | Queen (headliner), Whitesnake |
| Nordamerika        |                      |               |                                       |                               |
| 14 januari 1985    | Hartford             | USA           | Hartford Civic Center                 | Twisted Sister                |
| 15 januari 1985    | Worcester            | USA           | Worcester Centrum                     | Twisted Sister                |
| 17 januari 1985    | New York City        | USA           | Radio City Music Hall                 | Queensrÿche                   |
| 18 januari 1985    | New York City        | USA           | Radio City Music Hall                 | Queensrÿche                   |
| 19 januari 1985    | New York City        | USA           | Radio City Music Hall                 | Queensrÿche                   |
| 20 januari 1985    | New York City        | USA           | Radio City Music Hall                 | Queensrÿche                   |
| 21 januari 1985    | New York City        | USA           | Radio City Music Hall                 | Queensrÿche                   |
| 23 januari 1985    | New York City        | USA           | Radio City Music Hall                 | Inställd                      |
| 24 januari 1985    | New York City        | USA           | Radio City Music Hall                 | Inställd                      |
| 25 januari 1985    | Glens Falls          | USA           | Glens Falls Civic Center              | Inställd                      |
| 26 januari 1985    | Bethlehem            | USA           | Stabler Arena                         | Inställd                      |
| 28 januari 1985    | Landover             | USA           | Capital Centre                        | Twisted Sister                |
| 29 januari 1985    | Philadelphia         | USA           | The Spectrum                          | Twisted Sister                |
| 31 januari 1985    | Columbia             | USA           | Carolina Coliseum                     | Twisted Sister                |
| 1 februari 1985    | Johnson City         | USA           | Freedom Hall Civic Center             | Twisted Sister                |
| 2 februari 1985    | Atlanta              | USA           | Omni Coliseum                         | Twisted Sister                |
| 3 februari 1985    | Memphis              | USA           | Mid-South Coliseum                    | Twisted Sister                |
| 5 februari 1985    | Nashville            | USA           | Nashville Municipal Auditorium        | Twisted Sister                |
| 6 februari 1985    | Knoxville            | USA           | Knoxville Civic Coliseum              | Twisted Sister                |
| 8 februari 1985    | Charlotte            | USA           | Charlotte Coliseum                    | Twisted Sister                |
| 9 februari 1985    | Greensboro           | USA           | Greensboro Coliseum                   | Twisted Sister                |
| 10 februari 1985   | Greenville           | USA           | Greenville Memorial Auditorium        | Twisted Sister                |
| 12 februari 1985   | Jacksonville         | USA           | Jacksonville Memorial Coliseum        | Twisted Sister                |
| 14 februari 1985   | North Fort Myers     | USA           | Lee County Civic Center               | Twisted Sister                |
| 15 februari 1985   | Pembroke Pines       | USA           | Hollywood Sportatorium                | Twisted Sister                |
| 16 februari 1985   | Lakeland             | USA           | Lakeland Civic Center                 | Twisted Sister                |
| 17 februari 1985   | St. Petersburg       | USA           | Bayfront Center                       | Twisted Sister                |
| 19 februari 1985   | Chattanooga          | USA           | UTC Arena                             | Twisted Sister                |
| 20 februari 1985   | Birmingham           | USA           | Boutwell Memorial Auditorium          | Twisted Sister                |
| 21 februari 1985   | Huntsville           | USA           | Von Braun Civic Center                | Twisted Sister                |
| 23 februari 1985   | Beaumont             | USA           | Beaumont Civic Center                 | W.A.S.P.                      |
| 24 februari 1985   | Biloxi               | USA           | Mississippi Coast Coliseum            | W.A.S.P.                      |
| 27 februari 1985   | New Orleans          | USA           | Lakefront Arena                       | W.A.S.P.                      |
| 28 februari 1985   | Houston              | USA           | The Summit                            | W.A.S.P.                      |
| 1 mars 1985        | Waco                 | USA           | Waco Convention Center                | W.A.S.P.                      |
| 2 mars 1985        | Oklahoma City        | USA           | Myriad Convention Center              | W.A.S.P.                      |
| 4 mars 1985        | Dallas               | USA           | Reunion Arena                         | W.A.S.P.                      |
| 5 mars 1985        | San Antonio          | USA           | San Antonio Convention Center         | W.A.S.P.                      |
| 7 mars 1985        | Lubbock              | USA           | City Bank Coliseum                    | W.A.S.P.                      |
| 8 mars 1985        | El Paso              | USA           | El Paso County Coliseum               | W.A.S.P.                      |
| 9 mars 1985        | Albuquerque          | USA           | Tingley Coliseum                      | W.A.S.P.                      |
| 10 mars 1985       | Tucson               | USA           | Tucson Convention Center              | W.A.S.P.                      |
| 14 mars 1985       | Long Beach           | USA           | Long Beach Arena                      | Twisted Sister                |
| 15 mars 1985       | Long Beach           | USA           | Long Beach Arena                      | Twisted Sister                |
| 16 mars 1985       | Long Beach           | USA           | Long Beach Arena                      | Twisted Sister                |
| 17 mars 1985       | Long Beach           | USA           | Long Beach Arena                      | Twisted Sister                |
| 19 mars 1985       | Reno                 | USA           | Lawlor Events Center                  | Twisted Sister                |
| 20 mars 1985       | Fresno               | USA           | Selland Arena                         | Twisted Sister                |
| 21 mars 1985       | Daly City            | USA           | Cow Palace                            | Twisted Sister                |
| 23 mars 1985       | San Diego            | USA           | San Diego Sports Arena                | Twisted Sister                |
| 24 mars 1985       | Tempe                | USA           | Compton Terrace                       | Twisted Sister                |
| 25 mars 1985       | Las Vegas            | USA           | Aladdin Theater                       | Warrior                       |
| 26 mars 1985       | San Bernardino       | USA           | Orange Pavilion                       | Warrior                       |
| 31 mars 1985       | Honolulu             | USA           | Neal S. Blaisdell Center              | Warrior                       |
| Japan              |                      |               |                                       |                               |
| 14 april 1985      | Tokyo                | Japan         | Nakano Sun Plaza                      | Inget förband                 |
| 15 april 1985      | Tokyo                | Japan         | Nakano Sun Plaza                      | Inget förband                 |
| 17 april 1985      | Tokyo                | Japan         | Tokyo Kōsei Nenkin Kaikan             | Inget förband                 |
| 19 april 1985      | Tokyo                | Japan         | Tokyo Kōsei Nenkin Kaikan             | Inget förband                 |
| 20 april 1985      | Nagoya               | Japan         | Nagoya Civic Assembly Hall            | Inget förband                 |
| 22 april 1985      | Fukuoka              | Japan         | Fukuoka Sunpalace                     | Inget förband                 |
| 24 april 1985      | Osaka                | Japan         | Festival Hall                         | Inget förband                 |
| 25 april 1985      | Tokyo                | Japan         | Nakano Sun Plaza                      | Inget förband                 |
| Australien         |                      |               |                                       |                               |
| 2 maj 1985         | Canberra             | Australien    | Canberra Civic Theatre                | Boss                          |
| 3 maj 1985         | Melbourne            | Australien    | Festival Hall                         | Boss                          |
| 4 maj 1985         | Adelaide             | Australien    | Thebarton Theatre                     | Boss                          |
| 6 maj 1985         | Wollongong           | Australien    | Shellharbour Workers Club             | Boss                          |
| 7 maj 1985         | Sydney               | Australien    | Hordern Pavilion                      | Boss                          |
| 8 maj 1985         | Newcastle            | Australien    | Newcastle Civic Theatre               | Boss                          |
| 10 maj 1985        | Brisbane             | Australien    | Brisbane Festival Hall                | Boss                          |
| 12 maj 1985        | Palmerston North     | Nya Zeeland   | Palmerston North Showgrounds          | I N S T Ä L L D               |
| 14 maj 1985        | Christchurch         | Nya Zeeland   | Queen Elizabeth II Park               | I N S T Ä L L D               |
| 16 maj 1985        | Auckland             | Nya Zeeland   | Mount Smart Stadium                   | I N S T Ä L L D               |
| Nordamerika        |                      |               |                                       |                               |
| 23 maj 1985        | Portland             | USA           | Cumberland County Civic Center        | Accept                        |
| 24 maj 1985        | Uniondale            | USA           | Nassau Veterans Memorial Coliseum     | Accept                        |
| 25 maj 1985        | Binghamton           | USA           | Broome County Veterans Memorial Arena | Accept                        |
| 27 maj 1985        | Rochester            | USA           | Rochester Community War Memorial      | Accept                        |
| 28 maj 1985        | Glens Falls          | USA           | Glens Falls Civic Center              | Accept                        |
| 29 maj 1985        | Springfield          | USA           | Springfield Civic Center              | Accept                        |
| 31 maj 1985        | New Haven            | USA           | New Haven Coliseum                    | Accept                        |
| 1 juni 1985        | Allentown            | USA           | Great Allentown Fair                  | Accept                        |
| 2 juni 1985        | Providence           | USA           | Providence Civic Center               | Accept                        |
| 4 juni 1985        | Columbia             | USA           | Merriweather Post Pavilion            | Accept                        |
| 5 juni 1985        | Pittsburgh           | USA           | Pittsburgh Civic Arena                | Accept                        |
| 7 juni 1985        | Trotwood             | USA           | Hara Arena                            | Accept                        |
| 8 juni 1985        | Evansville           | USA           | Mesker Amphitheatre                   | Accept, Why On Earth          |
| 9 juni 1985        | East Troy            | USA           | Alpine Valley Music Theatre           | Accept                        |
| 11 juni 1985       | Toledo               | USA           | Toledo Sports Arena                   | Accept                        |
| 12 juni 1985       | Clarkston            | USA           | Pine Knob Music Theatre               | Accept                        |
| 14 juni 1985       | Saginaw              | USA           | Wendler Arena                         | Accept                        |
| 15 juni 1985       | Charlevoix           | USA           | Castle Farms                          | Accept                        |
| 16 juni 1985       | Hoffman Estates      | USA           | Poplar Creek Music Theater            | Accept                        |
| 18 juni 1985       | Peoria               | USA           | Peoria Civic Center                   | Accept                        |
| 19 juni 1985       | Cedar Rapids         | USA           | Five Seasons Center                   | Accept                        |
| 21 juni 1985       | Madison              | USA           | Dane County Coliseum                  | Accept                        |
| 22 juni 1985       | Seymour              | USA           | Outagamie County Fairgrounds          | Accept, Ratt                  |
| 23 juni 1985       | Minneapolis          | USA           | Trout Aire Amphitheatre               | Accept, Ratt                  |
| 24 juni 1985       | Fargo                | USA           | Red River Fairgrounds                 | Accept, Ratt                  |
| 26 juni 1985       | Des Moines           | USA           | Iowa Veterans Memorial Auditorium     | Accept                        |
| 27 juni 1985       | Omaha                | USA           | Omaha Civic Auditorium                | Accept                        |
| 29 juni 1985       | Morrison             | USA           | Red Rocks Amphitheatre                | Accept                        |
| 3 juli 1985        | San Jose             | USA           | San Jose Civic Auditorium             | Accept, W.A.S.P.              |
| 4 juli 1985        | Sacramento           | USA           | Cal Expo Amphitheatre                 | Accept, W.A.S.P.              |
| 5 juli 1985        | Irvine               | USA           | Irvine Meadows Amphitheatre           | Accept, W.A.S.P.              |